# In the Zone
In the Zone je četrti glasbeni album Britney Spears, ki ga je založba Jive Records izdala 16. novembra 2003. Po koncu turneje Dream Within a Dream Tour julija 2002 in razhodu z Justinom Timberlakeom je Britney Spears oznanila, da si bo vzela šestmesečni premor od svoje kariere. Novembra 2002 je začela delati na svojem četrtem glasbenem albumu, pri čemer je sodelovala s producenti, kot so Bloodshy & Avant, Roy Hamilton, Jimmy Harry, Brian Kierulf, Penelope Magnet, Moby, The Matrix, R. Kelly, Rishi Rich, Josh Schwartz, Guy Sigsworth, Sheppard Solomon, Mark Taylor in Trixster. Glasbeno je album In the Zone dance album z elementi mnogih drugih glasbenih zvrsti, kot so house, trip hop in hip hop. Vključuje inštrumente, kot so kitara, bobni, sintetizator in srednjevzhodni inštrumenti.
Britney Spears je pričela pisati pesmi za album In the Zone, ko je bila še na svoji svetovni turneji in, kot je dejala, še ni vedela, kaj naj od albuma pričakuje. Pričela je eksperimentirati z različnimi producenti in poskušala najti tiste, s katerimi se je dobro ujela. Prva pesem, ki jo je posnela, je bila »Touch of My Hand«, za katero je Britney Spears trdila, da je določila razpoloženje za celoten album. Sodelovala je pri pisanju mnogih pesmi in večkrat spremenila besedilo pesmi, da bi se bolj ujemale z njeno osebnostjo. Sama naj bi pisala o svojih izkušnjah, čeprav naj ne bi pisala o tako osebnih stvareh, da bi se počutila samo-izkoriščeno. Razložila je, da je seksualna narava albuma In the Zone podzavestna in so jo ustvarili med ustvarjanjem albuma, popolnoma nenačrtno. Pesmi govorijo o ljubezni, plesu, moči in, pri pesmi »Touch of My Hand« tudi o seksu in samozadovoljevanju.
Ob izidu je album In the Zone prejel mešane ocene s strani glasbenih kritikov. Nekateri so menili, da je album močno in samozavestno pop delo, hvalili pa so tudi mešanje različnih glasbenih zvrsti v pesmih in sposobnost pisanja pesmi Britney Spears. Drugi pa so album kritizirali zaradi oddaljenih in sprogramiranih vokalov. Album In the Zone je po svetu užival v velikem komercialnem uspehu, saj je debitiral na vrhu francoske in ameriške glasbene lestvice, hkrati pa tudi zasedel eno izmed prvih desetih mest na enajstih drugih lestvicah. V Združenih državah Amerike je Britney Spears postala prva ženska glasbenica, katere štirije zaporedni albumi so debitirali na vrhu lestvice Billboard 200. Album In the Zone je postal osmi najbolje prodajani album leta 2003.
Preko albuma so izdali štiri single; pesmi »Me Against the Music«, »Toxic« in »Everytime« so postale mednarodne uspešnice, ki so zasedle prvo mesto na avstralski glasbeni lestvici in med prvimi petimi singli na vseh lestvicah, na katere so se uvrstile. Da bi promovirala album In the Zone, je Britney Spears pesmi izvedla v mnogih televizijskih oddajah in organizirala turnejo, imenovano The Onyx Hotel Tour. Album in videospoti za single so prejeli veliko pozornosti s strani glasbenih kritikov, ki so jih označili za zadnjo stopnjo njene tranzicije od teen pop zvezdnice do odrasle ženske glasbenice. Leta 2009 je Amy Schriefer iz revije NPR album In the Zone uvrstila na svoj seznam »50 najpomembnejših glasbenih del desetletja«, saj naj bi bil »osnova za pop glasbo v 2000. letih«.

## Ozadje in razvoj
Novembra 2001 je Britney Spears izdala svoj tretji glasbeni album, Britney, ki je vključeval bolj odrasle in provokativnejše teme ter je vključeval tudi singl z naslovom »I'm a Slave 4 U«. Album je v Združenih državah Amerike prodal štiri milijone kopij; kljub temu se je v primerjavi z njenimi prejšnjimi albumi prodajal zelo slabo. V naslednjem letu se je triletno razmerje med njo in pevcem Justinom Timberlakeom po mesecih govoric končalo.
Po turneji Dream Within a Dream Tour, s katero je promovirala album Britney, ki se je končala julija 2002, je Britney Spears oznanila, da si bo vzela šestmesečni premor od svoje turneje. Novembra 2002 je potrdila, da je pričela delati na svojem naslednjem glasbenem albumu. Razložila je: »No, pravzaprav sem si želela le dva ali tri proste tedne. [....] In svet je začel govoriti: 'O, moj bog, ni je več ...'« V času, ki ga je preživela v Evropi, je spoznala Williama Orbita in Dafta Punka, s katerima se je pogovarjala o možnostih o sodelovanju in kmalu zatem potrdila, da bosta album producirala Darkchild ter duet The Neptunes. Ko jo je novinar revije The Hollywood Reporter povprašal po smeri njenega dela, je Britney Spears dejala, da album govori o organski evoluciji: »To se je zgodilo samo od sebe, tako se pač počutim. [...] Kar se zgodi, se zgodi.« Fred Durst je bil izbira Britney Spears za upravljanje s celotnim materialom in kasneje je tudi napisal nekaj hip hop pesmi za album, ki jih je pevka posnela januarja 2003. Kakorkoli že, potem ko so se v javnosti pojavile govorice o aferi med njima, se je sodelovanje prekinilo. Fred Durst založbi Jive Records ni dovolil, da bi njegove pesmi uporabili na albumu Marca 2003 je Lauren Christy iz produkcijske skupine The Matrix za MTV News spregovorila o ustvarjanju albuma in delo Britney Spears primerjala z Madonninim albumom Ray of Light. Tudi Scott Spock, tudi član produkcijske skupine The Matrix, je njen novi album primerjal z Madonninimi deli:
Začela je z novo stopnjo v svoji karieri. Madonna konstantno spremlja, kaj se dogaja v klubih in sama ustvari najboljše od vsega ter to prinese na tržišče. Mislim, da Britney začenja razumeti pomembnost tega, da gleda za različnimi stvarmi, ne pa, da kar naprej uporablja tisto, kar ji je znano, kar ji leži. [...] Mislim, da [njeni oboževalci] ne bodo bili jezni ali razburjeni. Mislim, da jim bo to, kar bomo izdali, zelo všeč.
Britney Spears je Quddusu Philippeu z MTV-ja maja 2003 pokazala predogled nekaterih pesmi, vključno s pesmimi »Touch of My Hand«, »Everytime« in »Brave New Girl«. Ob tej priložnosti je povedala: »Resnično sem imela možnost, da sem si vzela čas in prevzela nadzor nad kreativnostjo ter tako [nov album] naredila poseben, poseben, poseben.« 27. avgusta 2003 je Britney Spears podelitev nagrad MTV Video Music Awards tistega leta otvorila z izvedbijo pesmi »Like a Virgin« in »Hollywood« skupaj z Madonno, Missy Elliott in Christino Aguilero. Nastop se je pričel z Britney Spears, ki je stopila na oder na vrhu velikanske poročne torte, oblečena v poročno obleko in tančico; sama je zapela prvih nekaj kitic pesmi »Like a Virgin«, nato pa je izza torte stopila Christina Aguilera in se ji pridružila. Nato je Madonna, oblečena v črn plašč in črn klobuk, stopila iz torte in pričela peti pesem »Hollywood«, potem pa je z Britney Spears in Christino Aguilero poljubila na ustnice. Na polovici nastopa je Missy Elliott izstopila iz poročne kapele in pričela peti pesem »Work It«. Zaradi poljuba je nastop pritegnil veliko pozornosti medijev. Novinar revije Blender ga je uvrstil na svoj seznam petindvajsetih najprivlačnejših glasbenih trenutkov v televizijski zgodovini. MTV je nastopu dodelil prvo mesto na svojem seznamu najboljših otvoritev v zgodovini podelitve nagrad MTV Video Music Awards.

## Snemanje
Za album In the Zone je Britney Spears delala s producenti, kot so Bloodshy & Avant, R. Kelly, Moby, Diddy, Christopher Stewart in The Matrix. Pesmi za album je pričela pisati med turnejo Dream Within a Dream Tour. Britney Spears je o pisanju med turnejo povedala: »Edina stvar, ki se mi je zdela strašljiva, je bilo to, da nisem vedela, če so dobre. [Vendar] ne moreš nikomur zaupati. Moraš slediti svojim občutkom.« Dejala je, da je avtobiografska tekstopiska, vendar ne do te mere, da bi se počutila samo-izkoriščeno. Po koncu turneje je svojega prijatelja in spremljevalnega pevca Anneta Artanija povabila k sebi domov, v Los Angeles. S pomočjo klavirja sta začela pisati pesmi in kmalu zatem odpotovala v Lake Como v Lombardiji, Italija. Med pesmimi je bila tudi pesem »Everytime«, za katero je Annet Artani potrdil, da sta jo napisala kot odziv na pesem »Cry Me a River« Justina Timberlakea, ter pesem »Shine«, ki jo je Britney Spears napisala za svojo sestro, Jamie Lynn, in je ostala nedokončana. Snemanje albuma se je pričelo zgodaj leta 2003. Britney Spears je dejala, da na začetku ni vedela, kaj naj pričakuje od albuma, zaradi česar si je za snemanje vzela veliko časa in je sodelovala z različnimi producenti, da bi našla tiste, s katerimi se dobro ujame. Prva pesem z albuma In the Zone, ki so jo posneli, je bila pesem »Touch My Hand«, za katero je Britney Spears trdila, da je »res določila razpoloženje za celoten album. Enostavno smo oponašali slednjo.« Nato je posnela pesem »Everytime«. Pri snemanju te je pohvalila producenta pesmi, Guya Sigswortha: »Povedala sem mu samo, kako natančno naj pesem zveni. In bil je neverjeten, saj obstaja veliko producentov, ki jim stvari razložiš, oni pa jih enostavno ne dojamejo. In šele ko je pesem že posneta, si rečeš: 'Oh, nisem si mislil, da bo izpadlo tako.' On pa je vse skupaj enostavno zadel. Neverjeten je.«
Christopher Stewart in Penelope Magnet, poznana kot RedZone, sta Britney Spears predstavila tretjo pesem z albuma, »Pop Culture Whore«, ki sta jo sama napisala in producirala. Njenem menedžerjem je bila pesem sicer všeč, vendar jo je sama zavrnila, saj je bila po njenem mnenju »zanič«. Ko sta se ponovno srečala z Britney Spears ponoči v New York Cityju z namenom, da »vstopita v njen svet«, kot je razložila Penelope Magnet, jima je bilo lažje »resnično pisati in vedeti, kaj bi rekla in česa ne, spoznati njen resnični značaj«. Christopher Stewart in Penelope Magnet sta pričela delati na osnutku za pesem »Me Against the Music«; Christopher Stewart se je domislil celotne pesmi, Penelope Magnet pa je napisala klavirsko melodijo in del besedila. Med snemalno sejo je, kot je povedal Christopher Stewart, za tri dneve odpovedal sistem prezračevanja, vendar se Britney Spears »ni pritoževala ali kaj takega in zdelo se mi je, da je do tja, kjer je zdaj, prilezla z razlogom.« Na vajah za svoj nastop na podelitvi nagrad MTV Video Music Awards leta 2003 je Britney Spears Madonni zapela dokončano verzijo pesmi »Me Against the Music«. Potem, ko je Madonna dejala, da ji je pesem všeč, jo je Britney Spears vprašala, če bi posnela duet pesmi z njo. RedZone je osnutek pesmi »Me Against the Music« poslal Madonni, ki je sama posnela in uredila svoje vokale, s čimer so pesem spremenili v duet. Britney Spears, ki je bila tudi sama že več let velika Madonnina oboževalka, je bila »več kot le presenečena«, ko je slišala njen del pesmi. Dejala je: »Prosila sem jo samo, da bi naredila majhno stvar, vendar se je temu resnično posvetila. Veliko stvari je izboljšala.« Člana dueta RedZone sta nato za album napisala še več pesmi, vključno s pesmijo »Early Mornin'«, ter zapela spremljevalne vokale za pesem »Outrageous« in producirala pesem »The Hook Up«.
Produkcijska skupina The Matrix je komentirala, da je potem, ko so Britney Spears predstavili nekaj svojih pesmi, slednja nekatere precej prilagodila sami sebi, posebej besedilo. Lauren Christy je dejala: »... res ve, kaj si želi. Ve, kadar poskuša nekaj, kar ji ne ustreza. Vedno pove: 'Ne, to nisem jaz.' Ni ena izmed tistih ustvarjalcev, ki si ustvarjajo neko umetno podobo.« Trdila je tudi, da so jo med snemanjem pesmi »Shadow« zelo navdušile pevkine vokalne sposobnosti. Preden je album izšel, je menedžer Britney Spears, Larry Rudolph, komentiral, da se ji zdi zelo pomembno, da se nekoliko oddalji od svoje prejšnje glasbe, pesmi »I'm a Slave 4 U« in »Boys« z albuma Britney pa naj bi označevali novo stopnjo v njeni karieri. Barry Weiss, takratni vodja založbe Jive Label Group, je dodal: »Dosegla je, kar si je zadala doseči, in sicer to, da ustvari zrelejši album, ki ne zveni kot nekaj, kar je ustvarila pred tremi leti, ko je še vedno ustvarjala komercialne albume z uspešnicami za single. [...] Je delo, ki bi ga morala snemati trenutno in res ga je ustvarila.« Album In the Zone so snemali v studiu Battery in studiu The Dojo v New York Cityju, studiu 3:20, studiu Decoy, studiu Pacifique, studiu Record Plan in studiu Westlake Audio v Los Angelesu, Kalifornija, studiu The Chocolate Factory v Chicagu, Illinois, studiu Triangle Sond v Atlanti, Georgia, studiu Metrophonic in studiu Olympic v Londonu, Anglija ter studiu Murlyn v Stockholmu, Švedska. V začetku leta 2003 je Britney Spears pričela preizkušati določene pesmi tako, da jih je izvajala v nočnih klubih, kot je Show v New York Cityju.

## Dosežki na lestvicah
Po podatkih Nielsen SoundScana je album In the Zone v prvem tednu od izida v Združenih državah Amerike prodal 609.000 kopij izvodov, s čimer je debitiral na vrhu lestvice Billboard 200. Album je postal drugi najbolje prodajani album ženske ustvarjalke v prvem tednu od izida leta 2003 (samo za albumom The Diary of Alicia Keys Alicie Keys) ter peti najbolje prodajani album v prvem tednu od izida tistega leta. Britney Spears je postala tudi prva ženska glasbenica v zgodovini Billboardovih lestvic, katere štirje zaporedni albumi so debitirali na prvem mestu lestvice Billboard 200. Do tretjega tedna od izida je album In the Zone že prodal 1 milijon kopij izvodov v državi. 16. decembra 2003 je prejel dvakratno platinasto certifikacijo s strani organizacije Recording Industry Association of America (RIAA) za 2 milijona prodanih izvodov v Združenih državah Amerike. Po podatkih Nielsen SoundScana je album nazadnje prodal 2.978.000 kopij. V Kanadi je album debitiral na drugem mestu državne lestvice z 31.000 prodanimi izvodi v prvem tednu od izida. Nazadnje je prejel trikratno platinasto certifikacijo s strani organizacije Canadian Recording Industry Association (CRIA) za 300.000 prodanih kopij.
V Avstraliji in Novi Zelandiji je album debitiral na desetem in petindvajsetem mestu državne lestvice. Za 70.000 prodanih kopij je album prejel platinasto certifikacijo s strani organizacije Australian Recording Industry Association (ARIA). Album je debitiral na tretjem mestu lestvice na Japonskem za približno 59.128 prodanih kopij. V Mehiki je album In the Zone 17. decembra 2003 prejel platinasto certifikacijo s strani organizacije Asociación Mexicana de Productores de Fonogramas y Videogramas (AMPROFON) za 60.000 prodanih kopij. Tudi v Argentini je album prejel platinasto certifikacijo s strani organizacije Argentine Chamber of Phonograms and Videograms Producers (CAPIF) za 40.000 prodanih izvodov. Album In the Zone je debitiral na trinajstem mestu britanske glasbene lestvice, kjer je ostal še triinštirideset tednov. Nazadnje je za 300.000 prodanih izvodov prejel platinasto certifikacijo s strani organizacije British Phonographic Industry (BPI). Album je debitiral tudi na vrhu francoske lestvice. Aprila 2004 je album prejel platinasto certifikacijo s strani organizacije International Federation of the Phonographic Industry (IFPI) za milijon prodanih kopij izvodov v Evropi. Album In the Zone je postal osmi najbolje prodajani album leta 2003.

## Sestava
»Mislim, da ko enkrat pričneš na glasbo gledati tako osebno ... S tem sem malce eksperimentirala na prejšnjih albumih, vendar se nisem tako izpostavljala. Razumem [kako je, ko glasbeniki pišejo o osebnih izkušnjah]. Vendar se mi zdi, da se vse vrti okoli tebe .... Pri tem albumu, na primer, so nekatere pesmi, kot je 'Brave New Girl', s katerimi se lahko povežem, vendar niso napisane iz osebnih izkušenj. To delo je zagotovo osebno, vendar ne tako šokantno osebno – če razložim tako.«

— Britney Spears govori o pisanju o zasebnih izkušnjah
Po mnenju novinarja iz revije Billboard, je album In the Zone označeval velik napredek v glasbeni karieri Britney Spears. Namesto tradicionalnega popa je album temnejši z več dance glasbene zvrsti. Britney Spears je o glasbenih zvrsteh v albumu govorila z revijo Rolling Stone: »Opisala bi ga kot zabavnega, delo, ki sem si ga želela posneti - nekaj, kar lahko poslušaš, ne da bi razmišljal o sestavi pesmi [...] Seveda ne snemam več velikih uspešnic, kot je '...Baby One More Time'. Mislim, da to delo prikazuje, na kateri točki življenja sem zdaj. Je čustveno, je seksualno. Najbrž pišem podzavestno, saj pišem ob občutkih, ki jih trenutno ne čutim.« Amy Schriefer iz revije NPR je napisala, da je album mešanica dance, house, crunk in hip hop glasbenih zvrsti. Po mnenju Williama Shawa iz revije Blender je bila glavna tema albuma In the Zone »prebujanje seksualnosti Britney Spears kot samske ženske.« Prvi singl z albuma, »Me Against the Music«, ki je vključeval tudi Madonno, je bil kot duet oblikovan naknadno. Madonna del pesmi zapoje samostojno, med pesmijo pa si z Britney Spears izmenjujeta kitice. Pesem naj bi vključevala elemente funk in hip hop zvrsti, bil pa naj bi tudi velik poudarek na kitarah. V pesmi Madonna in Britney Spears prepevata o užitku ob sproščanju na plesišču: »Sem ob mikrofonu / Poskušam prevzeti glasbo / Je kot tekmovanje« (»I'm up against the speaker / Trying to take on the music / It's like a competition«). Druga pesem z albuma, »(I Got That) Boom Boom«, vključuje veliko elementov hip hop glasbe, poleg Britney Spears pa jo pojeta tudi dvojčka Ying Yang.
Pesem »Showdown« ima »mehurčkast« ritem, besedilo pa govori o »borbi in urejanju telesnih odnosov«, vključuje pa tudi kitico: »Res te ne želim dražiti / Ampak ali bi, prosim, odpel mojo zadrgo?« (»I don’t really want to be a tease / But would you undo my zipper, please?«). Četrta pesem z albuma, »Breathe on Me«, je bila opisana kot najbolj čustvena pesem albuma. Vključuje elemente hip hopa in Britney Spears prepeva: »Oh, tako vroče je in potrebujem nekaj zraka / In, fant, prosim, ne nehaj, ker sem skoraj tam« (»Oh, it's so hot, and I need some air/ And boy, don't stop 'cause I'm halfway there«) ter »Samo stisni svoje ustnice skupaj in pihni« (»Just put your lips together and blow«). Pesem »Early Mornin'« je opisovala, kako Britney Spears išče moške v klubu v New York Cityju. Pesem ima ponikalni ritem in vokali Britney Spears so umirjeni. V pesmi je omenjen tudi nočni klub Show. Pesem »Toxic«, ki jo je Britney Spears kasneje označila za svojo najljubšo pesem v svoji karieri, so v originalu namenili Kylie Minogue. Drugi singl z albuma je vključeval elemente glasbene zvrsti electropop, velik poudarek pa je bil na sintetizatorju, bobnih, kitarah in podobnih inštrumentih. Besedilo pesmi »Toxic« govori o odvisnosti od ljubimca. Kot četrti in zadnji singl z albuma je izšla pesem »Outrageous«. Pesem, ki vključuje veliko elementov hip hopa in po mnenju novinarja s kanala MTV, v nekaterih delih Britney Spears »šepeta in javka [...] z melodijo, kakršna bi očarala še kače, zaradi česar pesem izpade nekako eksotična.« Besedilo govori o materializmu in zabavi, pevka pa v kiticah našteva, kaj jo veseli. V pesmi »Touch of My Hand«, ki se je Britney Spears zdela podobna pesmi »That's the Way Love Goes« (1993) Janet Jackson, prepeva na nižjih tonih. Vsebuje različne elemente srednjezahodne glasbe, besedilo pa govori o samozadovoljevanju.
Deveta pesem z albuma, »The Hook Up«, je bila reggae pesem, v kateri Britney Spears prepeva z jamajškim naglasom. Balada »Shadow« govori o spominjanju na ljubimca tudi potem, ko se par že razide. Besedilo pesmi »Brave New Girl« govori o mladi ženski, ki brez zadržkov išče svojo strast. V electro-funk pesmi pevka skoraj rapa pri kiticah: »Našla bo svojo strast, našla bo svojo pot, naredila bo tisto, kar je prav / Ne želi si New Yorka, ne želi si L.A.-ja, našla bo tisti posebni poljub« (»She's going to find her passion, she's going to find her way, she's going to get right out of this/ She don't want New York, she don't want L.A., she's going to find that special kiss«). Pesem so primerjali z deli ustvarjalcev, kot so No Doubt, Blondie in Madonna. Pesem »Everytime« se začne s klavirskim uvodom in petjem Britney Spears, kar spremlja še celotno pesem. Besedilo pesmi »Everytime« govori o razlogih za odpuščanje in nezaželenem zasledovanju bivšega ljubimca. V pesmi pevka razlaga, da ne more več nadaljevati: »Vsakič, ko poskušam leteti, padem / Brez svojih kril se počutim tako majhno« (»Everytime I try to fly I fall / Without my wings I feel so small«). V intervjuju s kanalom MTV je Britney Spears o pesmi povedala: »Je pesem o zlomljenem srcu, o prvi ljubezni, prvi pravi ljubezni. To je nekaj, s čimer se lahko povežejo vsi ljudje, saj so vsi ljudje že doživeli tisto prvo ljubezen, za katero so menili, da bodo z njo ostali do konca življenja.« Ko so jo vprašali, če pesem »Everytime« govori o Justinu Timberlakeu, je dejala: »Pustila bom, da to razloži pesem sama.«

## Sprejem kritikov
Album In the Zone ima na spletni strani Metacritic od 100 točk 66, kar temelji na trinajstih ocenah. Jason Shawhan s spletne strani About.com je albumu dodelil pozitivno oceno, saj naj bi bil zelo privlačen, hkrati pa vsebuje tudi osebne izjave Britney Spears. Dodal je še: »Novo delo Britney Spears ima še nekaj, česar njeni prejšnji albumi niso imeli: na prejšnjih albumih ni nikoli pokazala kakršnih koli čustev kot povprečno pop delo. Pogrešam pa seveda Maxa Martina, vendar se zdi, da gdč. Spears posveča veliko pozornosti La Ciccone. Če povem drugače, to je Britneyjin True Blue.« Stephen Thomas Erlewine s spletne strani Allmusic je napisal, da je album »ustvarjen za nočne klube, vendar vsebuje tudi nekaj electro zvrsti in produkcije dueta Neptunes, vendar ne zveni sodobno - zveni kot glasba iz leta 1993 ali odlomek z Madonninih albumov, kot sta Bedtime Stories in Ray of Light. Te pesmi pa, zahvaljujoč pametni produkciji, niso samo izpopolnjene, temveč tudi veliko bolj raznolike kot pri drugih albumih.« Ruth Mitchell s spletne strani BBC Online je pesem »Early Mornin'« najboljša pesem z albuma, vendar je dodala: »Na žalost so njeni poskusi, da bi dokazala zrelost nekako propadli in vse, kar je ostalo dobro od tega, je album In The Zone.« Mim Udovitch iz revije Blender je napisal: »To tranzicijsko delo je neobotavljajoče se oddaljevanje od pesmi iz srca do pesmi iz mednožja [...] Ni več dekle in osvobojena suženjstva je zagotovo postala ženska, ki pa precej prepričljivo igra skrivno ljubimko.« David Browne iz revije Entertainment Weekly je pesmi »Touch of My Hand« in »Brave New Girl« označil za najboljši in najbolj preprosti pesmi z albuma, k čemur je dodal: »Na CD-ju, s katerim je nameravala praznovati svoje odraščanje, je Britney Spears ostala oddaljena in potopljena. Ne glede na vso svojo svobodo se še vedno ni odkrila.«
Jon Pareles iz revije Rolling Stone je napisal: »Vokal [Britney Spears] je tako sprogramiran, psihično skorajda izgine. [...] Album In the Zone nam ponudi strip-klub, 1-900 seks, prilagajanje in votlost. Pod bleščečim ritmom je Britney Spears zvenela približno tako intimno kot napihljiva lutka.« Sal Cinquemani iz revije Slant je dejal: »Britneyjin četrti album, In The Zone, odkrije pop točko odraščanja z elementi hip hopa in dance glasbe, s čimer se dokončno znebi bivšega dekliškega popa. [...] Na določene trenutke je album In The Zone veliko, debelo ljubezensko pismo plesišču, ki spominja na Madonnina dela [...] kar je še bolj primerno.« Dorian Lynskey iz revije The Guardian je komentiral; »Za razliko od Britneyjinih prejšnjih albumov, album In the Zone nima nobenega dodatnega polnila in nobenih prej izdanih pesmi, samo 57 različnih možnosti uporabe trženja popa. Vključuje hip-hop, deep house, Neptunesov stil, R&B in, najpomembnejše, staro Madonno.« Keleffa Sanneh iz revije The New York Times je napisal: »Ker se je zdelo, kot da petje (ali, natančneje, moč) ni bilo glavni interes [Britney Spears], večino dela prepusti ritmu. Ko ne šepeta ali javka, svoj glas spremeni z elektronskimi učinki ali pa se skriva za kupom spremljevalnih pevcev.« Jason King iz revije Vibe je album opisal kot »skrajno samozavestno dance delo, ki Britney Spears prikaže tudi v luči izpiljene tekstopiske.« Za pesem »Toxic« je Britney Spears leta 2004 prejela svojega prvega grammyja, in sicer v kategoriji za »najboljše dance delo«.

## Singli
Pesem »Me Against the Music« je 20. oktobra 2003 preko založbe Jive Records izšla kot glavni singl z albuma In the Zone. Založba se je odločila, da bo prvi singl z albuma »Outrageous«, vendar se Britney Spears s tem ni strinjala in jih je prepričala, da so raje izdali pesem »Me Against the Music«. Pesmi so glasbeni kritiki dodelili mešane ocene. Nekateri so menili, da je bil singl najmočnejša dance pesem z albuma, druge pa je razočarala in se jim je zdela zelo skromna. Pesem »Me Against the Music« je uživala v velikem komercialnem uspehu, saj je zasedla vrh avstralske, evropske, danske, madžarske, irske in španske glasbene lestvice. Zasedla je drugo mesto na lestvicah v Kanadi, Italiji, na Norveškem in v Združenem kraljestvu ter eno izmed prvih petih mest na še mnogih lestvicah v drugih državah. Pesem je leta 2004 prejela nagrado Billboard Music Awards v kategoriji za »najboljši dance singl leta«. Videospot za pesem je prikazoval Britney Spears in Madonno v nočnem klubu. Pesem »Toxic« so 12. janaurja 2004 izdali kot drugi singl z albuma. Na začetku so za drugi singl z albuma nameravali izdati pesem »(I Got That) Boom Boom« ali pesem »Outrageous«, vendar se je Britney Spears nazadnje raje odločila za pesem »Toxic«. Pesem so glasbeni kritiki v glavnem hvalili. Pesem »Toxic« je po svetu doživela velik uspeh, saj je zasedla eno izmed prvih petih mest na petnajstih lestvicah ter vrh avstralske, kanadske, madžarske, norveške, britanske glasbene lestvice. V Združenih državah Amerike je pesem postala prva pesem Britney Spears, ki se je uvrstila med prvih deset pesmi na lestvici po skoraj štirih letih. Videospot za pesem je prikazoval Britney Spears kot skrivno agentko v iskanju viale z zeleno tekočino. Potem, ko jo ukrade, se vrne v svoje stanovanje in zastrupi svojega nezvestega fanta. Videospot vključuje tudi vmesne prizore, v katerih je Britney Spears gola oziroma so po njenem telesu posejani samo diamanti. S pesmijo »Toxic« je Britney Spears dobila svojega prvega grammyja, in sicer v kategoriji za »najboljše dance delo« in pogosto jo označijo za eno izmed njenih najbolj dovršenih pesmi.
Pesem »Everytime« je 17. maja 2004 izšla kot tretji singl z albuma. Glasbeni kritiki so ji dodelili v glavnem pozitivne ocene. Pesem »Everytime« je uživala v velikem komercialnem uspehu, saj je zasedla eno izmed prvih petih mest v večini držav in vrh na britanski, avstrlski, irski in madžarski glasbeni lestvici. Videospot za pesem pesem »Everytime« je prikazoval Britney Spears kot zvezdnico, ki beži pred paparazzi in se utaplja v svoji kopalni kadi, nato pa začne krvaveti iz rane na svoji glavi. V bolnišnici je zdravniki ne morejo rešiti in v času njene smrti se v naslednji sobi rodi otrok, ki naj bi bil njena reinkarnacija. Na začetku so nameravali posneti videospot, v katerem se Britney Spears ubije zaradi prevelikega odmerka mamila, vendar so mnoge organizacije, ki so menile, da videospot poveličuje samomor, kritizirale to zgodbo, zato so jo spremenili. Pesem »Outrageous« je 13. julija 2004 izšla kot četrti in zadnji singl z albuma. Pesem so končno izdali kot singl potem, ko je bila izbrana za tematsko pesem filma Catwoman (2004). Pesmi »Outrageous« so glasbeni kritiki dodelili mešane ocene. Nekateri so pohvalili njen živahen zvok in jo primerjali z deli Michaela in Janet Jackson, drugi pa so menili, da se pesem »hitro pozabi«. Pesem je zasedla le devetinsedemdeseto mesto na lestvici Billboard Hot 100 v Združenih državah Amerike. Videospot so junija 2004 posneli v New York Cityju in na snemanju si je Britney Spears poškodovala koleno, zaradi česar je odšla na artroskopsko operacijo. Videospot so odpovedali, tako kot turnejo The Onyx Hotel Tour in vključitev pesmi na soundtrack filma Catwoman.

## Promocija
Novembra 2003 je Barry Weiss v intervjuju z revijo Billboard dejal, da so album In the Zone promovirali na svetovni stopnji, na pomembnih področjih, kot so elektronski in pisni mediji, televizija, radio in videospoti, da bi občinstvo obvestili o izidu albuma. Poleg tega je založba Jive Records sodelovala s podjetjem Karpel Group, da bi se album bolje prodajal tudi med homoseksualci. Poleg tega so pri trženju sodelovali še s tržnim podjetjem LidRock, kjer so gostom potem, ko so naročili sok Sbarro, podarili kozarček z naslovnico albuma in osemcentimeterski CD s pesmijo »Brave New Girl« ter dvema pesmima drugih glasbenikov. Decembra 2003 je podjetje LidRock na CD vključilo še remix pesmi »Me Against the Music« brez Madonne ter pesmi dveh drugih izvajalcev založbe Jive Records, in sicer Nicka Cannona ter glasbene skupine Bowling for Soup. V kinematografu Regal so prikazali tudi kratek film, ki je prikazoval odlomke s snemanj videospotov pesmi s tega albuma. 1. novembra 2003 sta se na nacionalni televiziji začeli dve oglaševalni kampanji, ena je bila reklama za nastop Britney Spears v oddaji Saturday Night Live, druga pa ekskluzivno na MTV-ju. Načrtovali niso nobene sponzorirane reklamne kampanje, kar je Larry Rudolph razložil z: »[Tokrat] se bo vse skupaj vrtelo bolj okoli glasbe in ne toliko okoli sodelovanj z raznimi podjetji.« Da bi album promovirali tudi drugod po svetu, je Britney Spears v roku štirih mesecev posnela sedem mini televizijskih specijalk ter več kot stopetdeset intervjujev zunaj Združenih držav Amerike.
Britney Spears je pesem »Me Against the Music« prvič izvedla na otvoritvi športne prireditve NFL 4. septembra 2003 v nakupovalnem centru National Mall. Zatem je izvedla še pesmi »...Baby One More Time« ter »I'm a Slave 4 U«; oba nastopa sta vključevala veliko pirotehničnih učinkov. 14. septembra 2003 je Britney Spears nastopila na nenapovedanem koncertu v nočnem klubu Rain v hotelu Palms Casino ter izvedla pesmi »Me Against the Music«, »Breathe on Me«, »...Baby One More Time« ter »I'm a Slave 4 U«. 18. oktobra 2003 je v sedemindvajseti sezoni ameriške komične oddaje Saturday Night Live izvedla pesmi »Me Against the Music« in »Everytime«. Britney Spears je otvorila podelitev nagrad American Music Awards leta 2003 z nastopom s pesmijo »Me Against the Music«. 17. novembra 2003 je na kanalu ABC izšla specialka, naslovljena kot Britney Spears: In the Zone. Naslednji dan je pesmi »(I Got That) Boom Boom« in »Me Against the Music« izvedla v ameriški glasbeni oddaji Total Request Live na Times Squareu. S pesmijo »Me Against the Music« je nastopila tudi v ameriških oddajah The Tonight Show with Jay Leno ter Live with Regis and Kelly 17. in 24. novembra leta 2003. Pesmi »Toxic«, »Breathe on Me« in »Me Against the Music« je izvedla na prazničnem plesu 8. decembra 2003 v centru Staples. 24. januarja 2004 je Britney Spears otvorila podelitev nagrad NRJ Music Awards leta 2004 z nastopom s pesmijo »Toxic«. 5. avgusta 2004 je s pesmijo »Everytime« nastopila na britanski pogovorno-glasbeni oddaji Top of the Pops.

### Turneja
Turneja The Onyx Hotel Tour, s katero je Britney Spears promovirala album In the Zone, je bila njena četrta turneja. Turnejo za promocijo albuma so oznanili decembra leta 2003. Originalno je bila znana pod imenom In the Zone Tour, vendar so Britney Spears tožili zaradi izkoriščanja blagovne znamke in ni smela več uporabljati fraze »in the zone«. Britney Spears je želela ustvariti turnejo s hotelsko temo, kar je kasneje združila s konceptom kamna oniks. Oder, ki je bil podoben odrom na Broadwayju, je bil manj izpopolnjen kot odri z njenih prejšnjih turnej. Seznam pesmi so sestavljale predvsem pesmi z albuma In the Zone ter nekaj njenih pesmi iz preteklosti z dodatnimi elementi jazza, bluesa in latinske glasbe. Turnejo je promoviralo podjetje Clear Channel Entertainment, ki je želelo, da bi turneja pritegnila pozornost starejšega občinstva kot pretekla dela Britney Spears, medtem ko je sponzor turneje, MTV, turnejo največkrat promoviral preko televizijskih oddaj ter uradne spletne strani kanala. Turnejo je sestavljalo sedem delov: točka »vpis«, točka »Mystic Lounge«, točka »Mystic Garden«, točka »The Onyx Zone«, točka »varnostne kamere«, točka »klub« in zaključek. »Vpis« je bila plesna točka s hotelsko temo. Točka »Mystic Lounge« je vključevala plesne točke, podobne plesnim točkam iz muzikalov, kot je Kabaret, hkrati pa so izvajali tudi remixe prejšnjih uspešnic Britney Spears. Med točko »Mystic Garden« so nastopali na odru, podobnemu džungli. Pri točki »The Onyx Zone« so nastopili z balado, medtem pa so nastopajoči izvajali akrobatske točke. Točka »varnostne kamere« je bila najbolj seksualna točka, saj so Britney Spears in njeni plesalci v njej posnemali različne seksualne poze. Pri točki »klub« so nastopali z raznimi R&B pesmimi. Zaključek so sestavljale točke, podobne uvodom na njenih prejšnjih turnejah, med slednjim pa je bila Britney Spears oblečena v rdečo obleko. Glasbeni kritiki so turneji dodelili mešane ocene, saj so jo pohvalili zaradi veliko nastopanja na koncertih in jo hkrati kritizirali, saj naj bi bila »bolj [kot] spektakel kot pravi koncert.« Turneja The Onyx Hotel Tour je bila komercialno zelo uspešna, saj je zaslužila 34 milijonov $. Marca 2004 si je Britney Spears poškodovala koleno, zaradi česar je morala odpovedati dva koncerta. Junija tistega leta je na snemanju nekega videospota padla in si ponovno poškodovala koleno. Odšla je na operacijo in turnejo so odpovedali.

## Zapuščina
Stephen Thomas Erlewine s spletne strani Allmusic je komentiral: »Če je album Britney iz leta 2001 tranzicijski album, ki ga je Britney Spears ustvarila na točki, ko ni bila dekle, ne še ženska, je album, In the Zone iz leta 2003, album, s katerim je dokončala svoje potovanje in se spremenila v Britney, odraslo žensko.« Britney Spears je Stephen Thomas Erlewine primerjal z njeno vrstnico, Christino Aguilero in je razložil, da obe enačita zrelost s promoviranjem spolnosti in pesmimi z glasbo iz nočnih klubov, vendar medtem ko Christina Aguilera »izpade kot rojena kurba, je Britney naivno mlado dekle, ki je prišla na kolidž, ki pije, kadi, pleše in seksa samo malo preveč nepremišljeno, saj je to prvič, da se lahko izživi.« Sal Cinquemani iz revije Slant je napisal: »Za dekle, ki se je vedno zdela preveč seksualno usmerjena za svojo starost, je z albumom In The Zone končno Britney pokazala svoje sposobnosti, če se tako izrazim. Ta majhna spogledljiva deklica sedaj, pri enaindvajsetih letih, morda končno deluje kot ženska.« Jason King iz revije Vibe je dejal, da je album pokazal spremenjeno Britney Spears, »ki ni več deklica, temveč ženska, ki se lahko spoprime z vsakim moškim.« Leta 2009 je Amy Schriefer iz revije NPR uvrstila na svoj seznam »50 najpomembnejših glasbenih del desetletja«, saj naj bi bil »osnova za pop glasbo v 2000. letih«. Menila je, da je Britney Spears z albumom prikazala idealni futuristični zvok, saj se je še vedno oddaljevala od teen pop glasbene zvrsti. Pohvalila pa je pesmi »Toxic« in »Everytime« ter dodala še: »Medtem ko je zgodovina desetletja prepletena z obsedenostjo s slavnimi, nadlegovanjem paparazzev in zapletene zgradbe ženske seksualnosti in materinstva, zapisanega na telesu Britney Spears, je zgodovina desetletja zaznamoval tudi brezhibni pop, ki je zapisan na njenem telesu dela.«
Julie Andsager je v svoji knjigi Sex in consumer culture (2006) dejala, da so videospoti iz albuma In the Zone predstavili drugačno Britney Spears in čeprav se je album dobro prodajal tudi med homoseksualci, so videospote očitno oblikovali za heteroseksualne moške. Menila je, da so iztočnice za videospote Britney Spears prav njene spolne fantazije in da je uporaba sanirane podobe privlačne mlade ženske, ki pozira na veliko seksualnih načinov, album promovirala med dvema občinstvoma: večinoma so jo ustvarili za izpolnjevanje heteroseksualnih fantazij, vendar je hkrati tudi služila kot vir napotkov za zapeljevanje moških za mlada dekleta. S perspektive trženja se je albumov namen izpolnjevanja sanj kazal ne samo v videospotih, temveč tudi pri poljubu med Britney Spears in Madono na podelitvi nagrad MTV Video Music Awards leta 2003. Julie Andsager je zaključila: »[Britney Spears] ima, morda, sposobnost sprejeti svojo seksualnost do skrajnosti (vsaj za televizijo) že pri dvaindvajsetih letih.«

## Seznam pesmi
| Št. | Naslov                                                           | Pisec | Producent(i)                 | Dolžina |
| --- | ---------------------------------------------------------------- | --- | ---------------------------- | ------- |
| 1.  | „Me Against the Music‟ (skupaj z Madonno)                        | Britney Spears, Madonna, Christopher Stewart, Thabiso Nikhereanye, Penelope Magnet, Terius Nash, Gary O'Brien | Trixster, Penelope Magnet    | 3:44    |
| 2.  | „(I Got That) Boom Boom‟ (skupaj z dvojčkoma Ying Yang)          | Roy Hamilton, Chyna Royal, Deongelo Holmes, Eric Jackson                                                      | Roy Hamilton                 | 4:51    |
| 3.  | „Showdown‟                                                       | Spears, Christian Karlsson, Pontus Winnberg, Henrik Jonback, Cathy Dennis                                     | Bloodshy & Avant             | 3:17    |
| 4.  | „Breathe on Me‟                                                  | Steve Anderson, Lisa Greene, Stephen Lee                                                                      | Mark Taylor                  | 3:43    |
| 5.  | „Early Mornin'‟                                                  | Spears, Moby, Stewart, Magnet                                                                                 | Moby                         | 3:45    |
| 6.  | „Toxic‟                                                          | Dennis, Karlsson, Winnberg, Jonback                                                                           | Bloodshy & Avant             | 3:21    |
| 7.  | „Outrageous‟                                                     | R. Kelly | R. Kelly                     | 3:21    |
| 8.  | „Touch of My Hand‟                                               | Spears, Jimmy Harry, Balewa Muhammad, Shep Solomon                                                            | Jimmy Harry, Shep Solomon    | 4:19    |
| 9.  | „The Hook Up‟                                                    | Spears, Stewart, Nikhereanye, Magnet                                                                          | Trixster, Penelope Magnet    | 3:54    |
| 10. | „Shadow‟                                                         | Spears, Lauren Christy, Scott Spock, Graham Edwards, Charlie Midnight                                         | The Matrix                   | 3:45    |
| 11. | „Brave New Girl‟                                                 | Spears, Brian Kierulf, Josh Schwartz, Kara DioGuardi                                                          | Brian Kierulf, Josh Schwartz | 3:30    |
| 12. | „Everytime‟                                                      | Spears, Annette Stamatelatos                                                                                  | Guy Sigsworth                | 3:53    |
| 13. | „Me Against the Music (remix Rishija Richa)‟ (featuring Madonna) | Spears, Madonna, Stewart, Nikhereanye, Magnet, Nash, O'Brien                                                  | Rishi Rich                   | 4:33    |

| Latinoameriške dodatne pesmi | Latinoameriške dodatne pesmi | Latinoameriške dodatne pesmi | Latinoameriške dodatne pesmi | Latinoameriške dodatne pesmi |
| Št.                          | Naslov                       | Pisec                        | Producent(i)                 | Dolžina                      |
| ---------------------------- | ---------------------------- | ---------------------------- | ---------------------------- | ---------------------------- |
| 14.                          | „The Answer‟                 | Sean Combs, Ryan Leslie      | Diddy, Ryan Leslie           | 3:54                         |

| Evropske, japonske in avstralske dodatne pesmi | Evropske, japonske in avstralske dodatne pesmi | Evropske, japonske in avstralske dodatne pesmi | Evropske, japonske in avstralske dodatne pesmi | Evropske, japonske in avstralske dodatne pesmi |
| Št.                                            | Naslov                                         | Pisec                                          | Producent(i)                                   | Dolžina                                        |
| ---------------------------------------------- | ---------------------------------------------- | ---------------------------------------------- | ---------------------------------------------- | ---------------------------------------------- |
| 14.                                            | „The Answer‟                                   | Combs, Leslie                                  | Diddy, Ryan Leslie                             | 3:54                                           |
| 15.                                            | „Don't Hang Up‟                                | Spears, Kierulf, Schwartz                      | Brian Kierulf, Josh Schwartz                   | 4:02                                           |

| Dodatni videospoti z različice z dvojnima CD-jema | Dodatni videospoti z različice z dvojnima CD-jema | Dodatni videospoti z različice z dvojnima CD-jema | Dodatni videospoti z različice z dvojnima CD-jema |
| Št.                                               | Naslov                                            | Režiser                                           | Dolžina                                           |
| ------------------------------------------------- | ------------------------------------------------- | ------------------------------------------------- | ------------------------------------------------- |
| 1.                                                | „Toxic‟ (Videospot)                               | Joseph Kahn                                       | 3:30                                              |
| 2.                                                | „Everytime‟ (Videospot)                           | David LaChapelle                                  | 4:10                                              |
| 3.                                                | „Mega remix Chrisa Coxa‟ (Videospot)              | Več režiserjev                                    | 3:47                                              |

## Ostali ustvarjalci
| - Algozee – nastopajoča glasbena skupina - Ed Alton – urejanje strun - Steve Anderson – skladatelj, inštrumentacija, programiranje - BlackCell – spremljevalni vokali - Bloodshy & Avant – urejanje, programiranje, producent, inženir, digitalno urejanje, inštrumentacija - DaCorna Boyz – klaviatura - B.U.D. – spremljevalni vokali - Courtney Copeland – spremljevalni vokali - Tom Coyne – urejanje - Cathy Dennis – skladatelj - Kara DioGuardi – spremljevalni vokali - Roxanne Estrada – spremljevalni vokali - Chris Fudurich – inženir - Andy Gallas – inženir - Abel Garibaldi – programiranje, inženir - Roy Gartrell – bendžo, kitara - Serban Ghenea – snemanje remixov - Brad Gilderman – inženir - Roy »Royalty« Hamilton – urejanje, producenti, spremljevalni vokali, inštrumentacija - John Hanes – digitalno urejanje, dodatki - Dug Hanes – dodatki - Jimmy Harry – urejanje, programiranje, producent, kitara, klaviatura | - Emma Holmgren – spremljevalni vokali - Janson & Janson – urejanje - Henrik Jonback – skladatelj, kitara - Jennifer Karr – spremljevalni vokali - Brian Kierulf – skladatelj, programiranje, producent, inženir, režija vokalov, vokalno urejanje, kitara, klaviature - Kyron Leslie – spremljevalni vokali - Thomas Lindberg – bas kitara - Steve Lunt – urejanje, producent - Donnie Lyle – kitara - Sean Magee – inženir - Penelope Magnet – urejanje, skladatelj, producentka, urejanje vokalov, produkcija vokalov, spremljevalni vokali - Madonna – skladateljica - Sean McGhee – inženir - Ian Mereness – programiranje, inženir - C. Midnight – skladatelj - Moby – skladatelj, programiranje, producent, inženir, inštrumentacija - Pablo Munguia – inženir - Kendall D. Nesbitt – klaviature - R. Kelly – skladatelj, producent, spremljevalni vokali - Rishi Rich – snemanje remixov | - Emma Roads – spremljevalni vokali - Chyna Royal – spremljevalni vokali - Joshua M. Schwartz – skladatelj, producent, inženir, kitara - Guy Sigsworth – producent, inštrumentacija - Sheppard Solomo - producent - Britney Spears – vokali, skladateljica, producentka - Mark »Spike« Stent – engineer, vocal engineer - Christopher Stewart – producent, urejanje vokalov, produkcija vokalov, urejanje, skladatelj, programiranje, spremljevalni vokali, inštrumentacija - Stockholm Session Strings – strune - Rich Tapper – inženir - Mark Taylor – producent, engineer - The Matrix – producenti, inženirji, spremljevalni vokali - Brian »B Luv« Thomas – inženir, digitalno urejanje, urejanje vokalov - Mike Tucker – urejanje vokalov, režija vokalov - Tumbi – nastopajoča glasbena skupina - Peter Winnberg – skladatelj - P-Dub Walton – digitalno urejanje - Wizardz of Oz – spremljevalni vokali - Dan Yashiz – digitalno urejanje - Dvojčka Ying Yang – spremljevalni vokali |

## Dosežki, certifikacije in ostalo

### Tedenske lestvice
| Lestvica (2003)                                               | Dosežek |
| ------------------------------------------------------------- | ------- |
| Avstralija (ARIA)                                             | 10      |
| Avstrija (Austrian Albums Chart)                              | 10      |
| Belgija (Flandrija; Ultratop 50)                              | 7       |
| Belgija (Valonija; Ultratop 40)                               | 5       |
| Kanada (Canadian Albums Chart)                                | 2       |
| Češka (International Federation of the Phonographic Industry) | 6       |
| Danska (Danish Albums Chart)                                  | 8       |
| Nizozemska (MegaCharts)                                       | 9       |
| Finska (YLE)                                                  | 15      |
| Francija (SNEP)                                               | 1       |
| Nemčija (Media Control Charts)                                | 2       |
| Madžarska (Mahasz)                                            | 7       |
| Italija (FIMI)                                                | 16      |
| Japonska (Oricon)                                             | 3       |
| Nova Zelandija (RIANZ)                                        | 25      |
| Norveška (VG-lista)                                           | 11      |
| Poljska (OLiS)                                                | 23      |
| Portugalska (Associação Fonográfica Portuguesa)               | 11      |
| Švedska (Sverigetopplistan)                                   | 8       |
| Združeno kraljestvo (UK Albums Chart)                         | 13      |
| Združene države Amerike (Billboard 200)                       | 1       |

|

### Certifikacije
| Država                  | Certifikacija |
| ----------------------- | ------------- |
| Argentina               | Platinasta    |
| Avstralija              | Platinasta    |
| Avstrija                | Platinasta    |
| Belgija                 | Zlata         |
| Brazilija               | Zlata         |
| Kanada                  | 3× Platinasta |
| Danska                  | Zlata         |
| Evropa                  | Platinasta    |
| Finska                  | Zlata         |
| Francija                | 2× Zlata      |
| Nemčija                 | Zlata         |
| Madžarska               | Zlata         |
| Mehika                  | Platinasta    |
| Norveška                | Zlata         |
| Rusija                  | 2× Platinasta |
| Španija                 | Zlata         |
| Švedska                 | Zlata         |
| Švica                   | Zlata         |
| Združeno kraljestvo     | Platinasta    |
| Združene države Amerike | 2× Platinasta |

|}

### Lestvice ob koncu leta
| Lestvica (2003)     | Dosežek |
| ------------------- | ------- |
| Švica               | 84      |
| Velika Britanija    | 145     |
| Lestvica (2004)     | Dosežek |
| Avstralija          | 49      |
| Belgija (Flandrija) | 93      |
| Madžarska           | 51      |
| Švica               | 49      |
| Velika Britanija    | 51      |

### Singli
| 2003                                                                             | »Me Against the Music« (skupaj z Madonno) | 35 | 1  | 1 | 12 | 2 | 11 | 5 | 2 | 4 | 2 | - Avstralija: Platinasta                                                                                  |
| 2004                                                                             | »Toxic«                                   | 9  | 1  | 1 | 5  | 1 | 3  | 4 | 4 | 4 | 1 | - Združene države Amerike: Zlata - Avstralija: Platinasta - Francija: Srebrna - Velika Britanija: Srebrna |
| 2004                                                                             | "Everytime"                               | 15 | 17 | 1 | 4  | 2 | 2  | 4 | — | 7 | 1 | - Združene države Amerike: Zlata - Avstralija: Zlata - Francija: Srebrna                                  |
| 2004                                                                             | »Outrageous«                              | 79 | 27 | — | —  | — | —  | — | — | — | — | — |
| »—« označuje, da se singl ni uvrstil na lestvico ali ni izšel na tistem območju. |                                           |    |    |   |    |   |    |   |   |   |   | |